# Borika (Bośnia i Hercegowina)
Borika (cyr. Борика) – wieś w Bośni i Hercegowinie, w Republice Serbskiej, w gminie Rogatica. W 2013 roku liczyła 137 mieszkańców.